# الوی (دهانه)
الوی یک دهانه برخوردی در ماه‌ است.

## دهانه‌های اقماری
این دهانه ۲ دهانه اقماری دارد.
| Elvey | عرض جغرافیایی | طول جغرافیایی | قطر          |
| ----- | ------------- | ------------- | ------------ |
| K     | ۶.۰° N        | ۹۸.۸° W       | ۲۲.۰ کیلومتر |
| G     | ۷.۸° N        | ۹۷.۹° W       | ۱۴.۰ کیلومتر |